# 1811

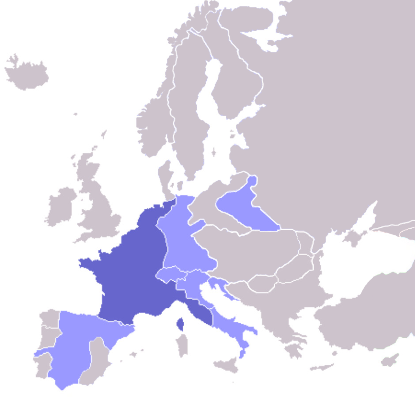
El primer imperi francès en negreta i els seus estats satèl·lit (1811)

## Esdeveniments
Països Catalans
- 28 de juny, Tarragona: Les tropes franceses ocupen la ciutat finalitzant el Setge de Tarragona (1811).
- Cornellà de Llobregat: A conseqüència dels constants saqueigs francesos i d'una greu sequera, el 1811 es conegué com l'Any de la fam al municipi.[1]

Resta del món
- 2 de març - Riu Paranà (actual Uruguai): La flota reialista espanyola destrossa la flota de les Províncies Unides del Riu de la Plata al combat de San Nicolás durant la guerra de la Independència Argentina.
- 13 de març - Vis (Split-Dalmàcia, Croàcia): La flota britànica obté una victòria decisiva contra la napoleònica en la batalla de Lissa de 1811 a la Campanya de l'Adriàtic de les Guerres Napoleòniques.
- 15 de maig, Paraguai: Es declara la independència del Paraguai, s'independitza d'Espanya.
- 18 de maig - Las Piedras (Uruguay): les forces revolucionàries de la Banda Oriental guanyen als realistes en la Batalla de Las Piedras durant l'alçament revolucionari de l'actual Uruguay.
- 9 de juliol, Kíiv: S'inicia el Gran Incendi de Podil al barri comercial de Podil de la ciutat de Kíiv. El foc va durar tres dies i gairebé va destruir quasi tot el barri.[2][3][4]
- 17 de desembre - Sansana (Departament de Potosí, Bolívia): els independentistes del Riu de la Plata guanyen el combat de Sansana durant la primera expedició auxiliadora de l'Alt Perú durant la Guerra de la Independència Argentina.
- Albirament del Gran cometa de 1811.
- Publicació de la llei d'Avogadro.

## Naixements
Països Catalans
- 19 de març - Tarragona: Maria Josepa Massanés i Dalmau, escriptora i poeta catalana (m. 1887).[5]
- 14 de juny, Reus - Baix Camp: Pere Mata i Fontanet, metge català.

Resta del món
- 15 de febrer - San Juan de la Frontera Argentina: Domingo Faustino Sarmiento, pedagog, escriptor i polític argentí, president del país (m. 1888).
- 24 de març - Königsberg, Prússia: Fanny Lewald, escriptora alemanya del s.XIX (m.1889).[6]
- 14 de juny - Litchfield, Connecticut: Harriet Beecher Stowe, escriptora, abolicionista, autora de "La cabana de l'oncle Tom" (m. 1896).[7]
- 18 de juliol - Alipur, Calcuta: William Makepeace Thackeray, escriptor anglès relatiu a l'època del realisme.
- 4 de setembre - París: Marie-Félicité Moke Pleyel, pianista belga (m. 1875).[8]
- 24 de setembre - Verona: Francesco Miniscalchi-Erizzo, polític italià.
- 22 d'octubre - Doborjan (Hongria): Franz Liszt, compositor i pianista hongarès (m. 1886).[9]
- 25 d'octubre - Bourg-la-Reine: Évariste Galois, matemàtic francès (m. 1832).[10]
- 26 de novembre - Xiangxiang (actual Shuangfen) Xina: Zeng Guofan, polític, militar i escriptor xinès (m. 1872).[11]

## Necrològiques
Països Catalans
Resta del món
- 27 de novembre - Xixón (Astúries): Gaspar Melchor de Jovellanos, polític i escriptor il·lustrat asturià (m. 1811).
- Anton August Ferdinand Titz, violinista i compositor austríac.